# جورج فريدريك إيفز
جورج فريدريك إيفز (بالإنجليزية: George Frederick Ives)‏ هو عسكري جنوب أفريقي، ولد في 17 نوفمبر 1881 في برايتون في المملكة المتحدة، وتوفي في 12 أبريل 1993.